# Федеріко Гарсія Лорка

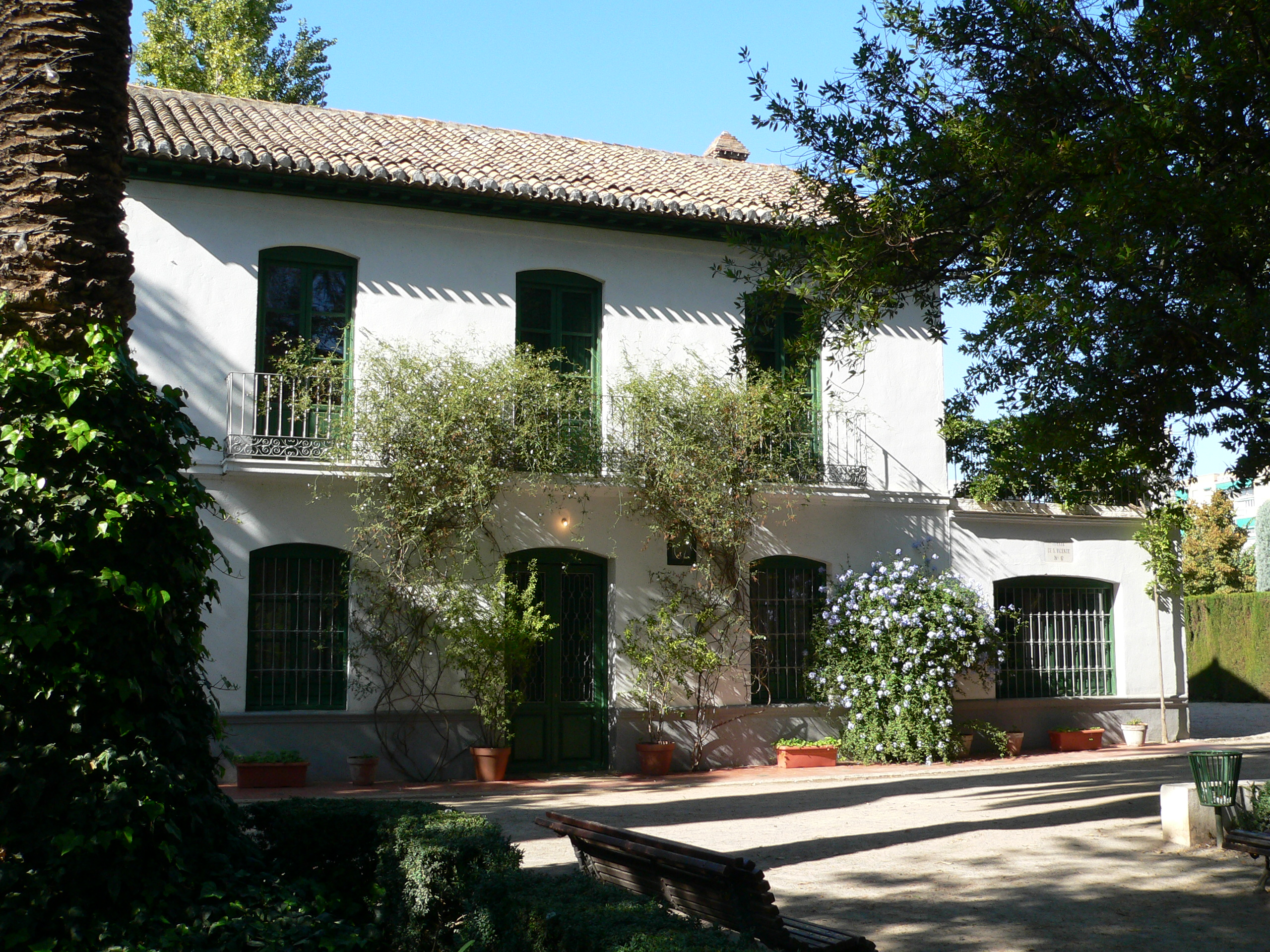
Уерта-де-Сан-Вісенте, літній будинок сім'ї Лорки в Гранаді, зараз музей

Федері́ко Гарсі́я Ло́рка (ісп. Federico del Sagrado Corazón de Jesús García Lorca, або Federico García Lorca, МФА: [feðeˈɾiko ɣarˈθi.a ˈlorka]; 5 червня 1898 — 19 серпня 1936) — іспанський поет і драматург, відомий також як музикант і художник-графік. Центральна фігура «покоління 27 року», один з найяскравіших і значніших діячів іспанської культури XX століття. Убитий на початку Громадянської війни в Іспанії.

## Біографія
Лорка народився 5 червня 1898 р. в містечку Фуенте-Вакерос в іспанській провінції Гранада. У школі вчився не дуже успішно. У 1909 році родина переїхала в Гранаду. У 1910-х роках Федеріко брав активну участь у житті місцевої художньої спільноти. У 1914 році почав вивчати право, філософію і літературу в університеті Гранади. Гарсія Лорка багато подорожував по країні. У 1918 році у нього вийшла перша поетична збірка, Impresiones y paisajes («Враження й пейзажі»), що принесла йому, якщо не комерційний успіх, то хоча б популярність.
У 1919 році Гарсія Лорка приїхав до Мадрида. У столичному університеті він познайомився з Сальвадором Далі та Луїсом Бунюелем, а також з Григоріо Мартінесом Сьєрра, директором театру «Еслава». На прохання Сьєрри Лорка написав свою першу п'єсу El maleficio de la mariposa («Чаклунство метелика») і здійснив її постановку (1919—1920). До 1928 року він навчався в Мадридському університеті.
У наступні роки Гарсія Лорка став помітною фігурою серед художників-авангардистів. У нього вийшли нові поетичні збірки, включаючи Romancero gitano («Циганські романсеро», 1928). У цих віршах поет, за його власними словами, «хотів злити циганську міфологію з усієї сьогоднішньої повсякденністю».
Через рік Гарсія Лорка поїхав до Нью-Йорку, в результаті чого незабаром з'явилися нові твори — книга віршів Poeta en Nueva York («Поет у Нью-Йорку», 1931), п'єси El público («Публіка», 1931, 1936) і «Коли пройде п'ять років» (1931).
Повернення поета до Іспанії збіглося з падінням режиму Прімо де Рівери і встановленням республіки. У 1931 році Гарсія Лорку призначили директором студентського театру La Barraca. Працюючи в театрі, Лорка створив свої найвідоміші п'єси, Bodas de sangre («Криваве весілля»), Yerma («Єрма») і La casa de Bernarda Alba («Дім Бернарди Альби»).
Перед початком громадянської війни Гарсія Лорка виїхав з Мадрида до Гранади, хоча було очевидно, що там його чекала серйозна небезпека: на півдні Іспанії були особливо сильні позиції правих. 18 серпня 1936 року франкісти заарештували Гарсію Лорку, і наступного дня поета вбили як республіканця та комуніста. Багато сучасних досліджень спростовують цю думку, вважаючи причиною розстрілу Лорки ворожнечу між його сім'єю та іншими впливовими родинами регіону. Лорка не робив заяв на користь сторін конфлікту і був особистим другом Хосе Антоніо Прімо де Рівери. Після цього аж до смерті генерала Франко книги Гарсії Лорки були заборонені в Іспанії.

## Увічнення пам'яті поета

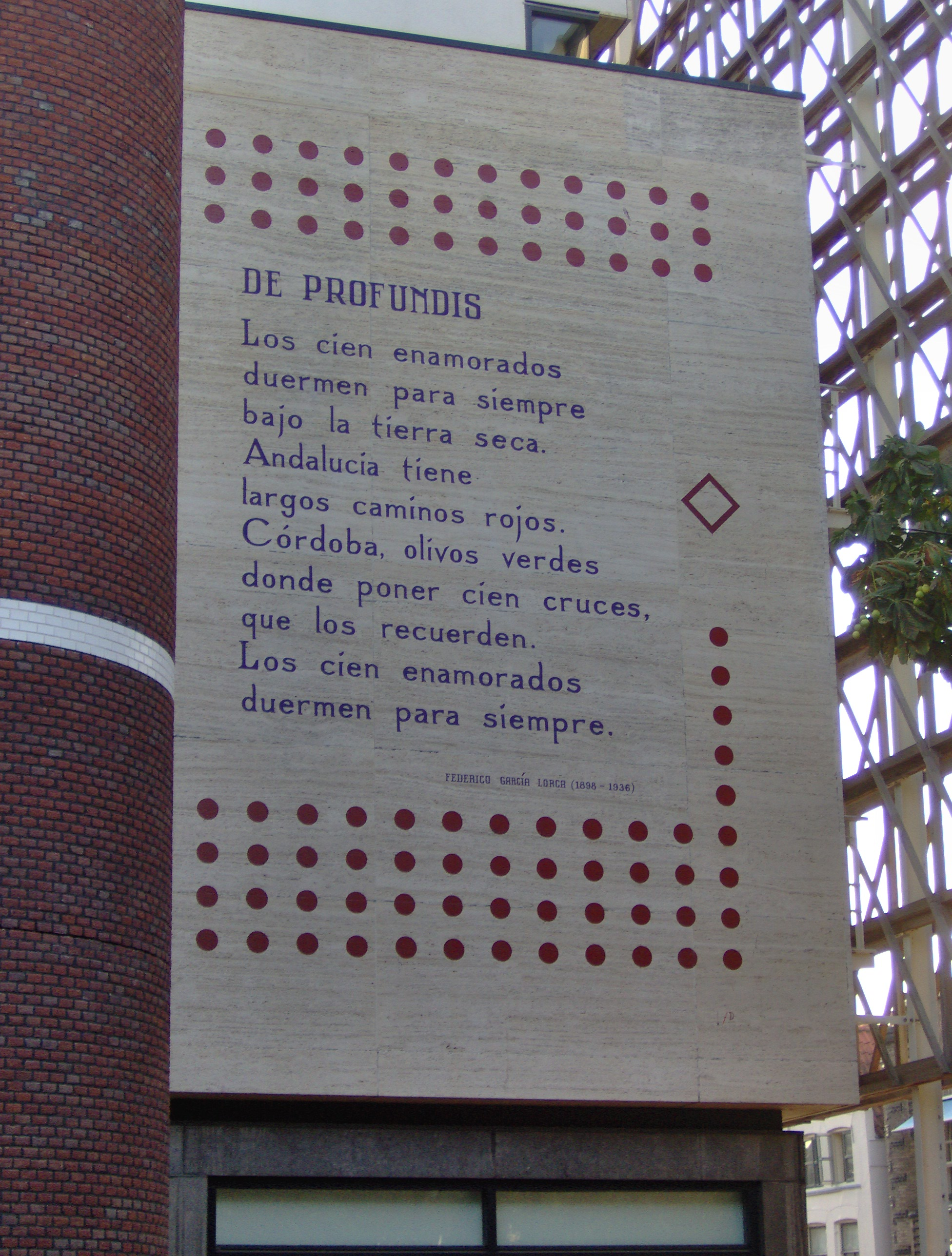
Вірш Федеріко Гарсія Лорки «De profundis» («З глибин») на стіні будинку в Лейдені, Нідерланди

У Гранаді створений парк Федеріко Гарсіа Лорки, який присвячений його пам'яті і включає в себе Уерта-де-Сан-Вісенте, сімейний літній будинок Лорки, відкритий як музей 1995 року. У музеї зберігаються твори мистецтва і оригінальні меблі сім'ї Лорки.
Статуя Гарсія Лорки встановлена на видному місці мадридської площі Пласа-де-Санта-Ана. Політичний філософ Девід Крокер писав, що «статуя все ще є символом суперечливого минулого: кожен день ліві надягають червону хустку на шию статуї, а потім хтось із правих приходить, щоб зняти ії».
Ім'я Федеріко Гарсіа Лорки присвоєно аеропорту Гранади.
Фонд Федеріко Гарсіа Лорки, очолюваний його племінницею Лорою Гарсія Лорка, спонсорує розповсюдження творів поета. Сім'я Лорка здала на зберігання в цей фонд всі справжні документи Федеріко.
У готелі Castelar у Буенос-Айресі, Аргентина, де Лорка жив упродовж шести місяців 1933 року, кімната, в якій він жив, збереглася і в ній знаходяться його твори і малюнки.
Твори Гарсія Лорки перекладені різними мовами.

## Особисте життя
З 1925 по 1928 рік Лорка був пристрасно пов'язаний з Далі. Хоча дружба Далі з Лоркою мала сильний елемент взаємної пристрасті, Далі стверджував, що він відкидав еротичні закиди поета.
З успіхом «Циганських балад» прийшло відчуження від Далі та розрив любовного роману зі скульптором Еміліо Аладрен Перохо. Це призвело до дедалі більшої депресії, ситуації, що посилювалася його стражданням через його гомосексуальність. Він відчував, що опинився в пастці між персоною успішного автора, яку він був змушений підтримувати публічно, та вимученим, справжнім собою, яким він міг бути лише приватно.
У звіті доби Франко від 1965 року Лорка описується як «соціаліст» і «франкмасон, що належав до ложі Альгамбра», який займався «гомосексуальними та ненормальними практиками».

## Твори

### Поезія
- Impresiones y paisajes («Почуття та пейзажі», 1918)
- Libro de poemas («Книга віршів», 1921(100500)
- Canciones («Пісні», 1927)
- Primer romancero gitano («Перші циганські романси», 1928)
- Poema del cante jondo («Поема про глибоку пісню», 1931)
- Sonetos del amor oscuro («Сонети про смутну любов», 1935)
- Primeras canciones («Перші пісні», 1936)
- Poeta en Nueva York («Поет у Нью-Йорку», посмертна збірка, 1940)

### П'єси

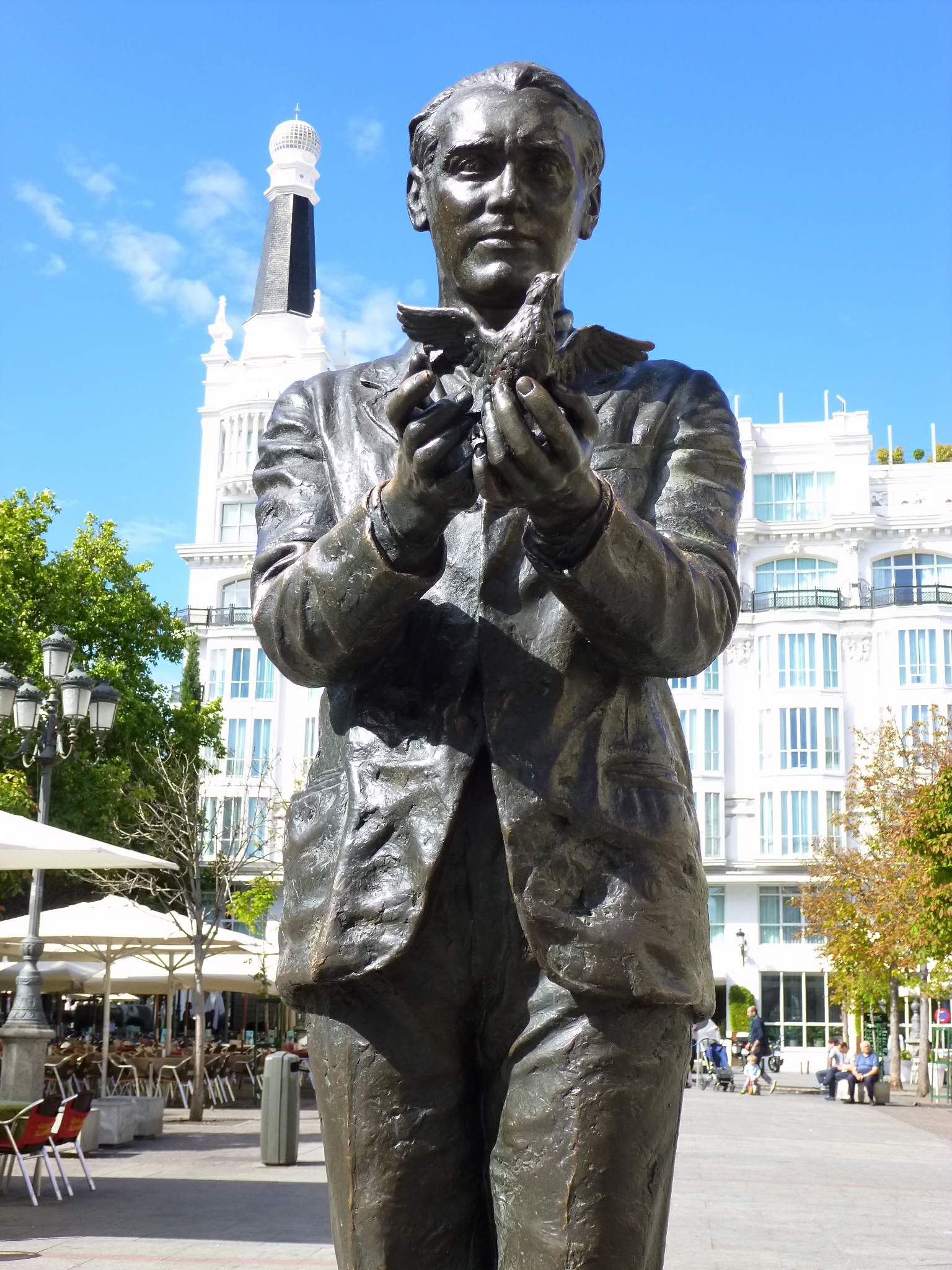
Статуя Федеріко Гарсії Лорки у Мадриді

- El maleficio de la mariposa («Чаклунство метелика»: написана в 1919-20, вперше показана в 1920)
- Mariana Pineda («Маріана Пінеда», написана в 1923-25, вперше показана в 1927)
- La zapatera prodigiosa («Чудова чоботарка»: написана в 1926-30, вперше показана в 1930, перероблена в 1933)
- Amor de Don Perlimpín con Belisa en su jardín]] («Любов дона Перлімпіна з Белізою у його саду»: написана в 1928, вперше показана в 1933)
- Bodas de sangre («Криваве весілля»: написана в 1932, вперше показана в 1933)
- Yerma («Єрма», написана у 1934, вперше показана у 1934)
- Doña Rosita la soltera («Донья Росіта, дівиця, або Мова квітів»: написана в 1935, вперше показана в 1935)
- Retablillo de Don Cristóbal («Лялькова вистава Дона Крістобаля»: написана в 1931, вперше показана в 1935)
- Los títeres de Cachiporra («The Billy-Club Puppets»: написана в 1928, вперше показана в 1937)
- Así que pasen cinco años («Коли мине п'ять років»: написана у 1931, вперше показана у 1945)
- La casa de Bernarda Alba («Дім Бернарди Альби»: написана у 1936, вперше показана у 1945)
- El público («Публіка»: написана в 1930–1936, вперше показана в 1972)
- Comedia sin título («Комедія без назви»: написана в 1936, вперше показана в 1986)

### Короткі п'єси
- El paseo de Buster Keaton («Прогулянка Бастера Кітона», 1928)
- La doncella, el marinero y el estudiante («Дівчина, матрос і студент», 1928)
- Quimera («Химера», 1928)

### Кіносценарії
- Viaje a la luna («Подорож до Місяця», 1929)

## Українські переклади
Перші переклади українською творів Гарсії Лорки з'явилися в українських літературних журналах 1930-х роках, як от поема «Романс про іспанську жандармерію» в перекладі Миколи Іванова. Пізніше у 1969 році окремою книгою було видано поезію Лорки у перекладі Миколи Лукаша в серії «Перлини світової лірики» під назвою «Лірика».
Українською поезії Лорки перекладали Іван Драч, Євген Дроб'язко, Микола Ільницький, В. Харитонов, Віталій Колодій, Петро Марусик, Лев Олевський, Оксана Пахльовська, Микола Лукаш, Микола Іванов, Ігор Качуровський, Леонід Первомайський, Юрій Тарнавський, Василь Стус, Дмитро Павличко, Юрій Покальчук, Михайло Москаленко, Федір Воротнюк, Олександр Боргардт, Григорій Латник, Олена Курченко, Віра Вовк, Вольфрам Бургардт, Юрій Косач, Дмитро Дроздовський та ін.
Переклади, видані окремими книгами
- Ґарсія Льорка. Вибраний Ґарсія Льорка: Поезія, проза, драма. Переклад з іспанської: Женя Васильківський і Богдан Бойчук, Микола Іванов, Юрій Косач; під редакцією Юрія Костецького. 1958. Новий Ульм: «На Горі», 131 с.
- Федеріко Гарсія Лорка. Лірика. Перекладач з іспанської: та упорядник: Микола Лукаш; передмова Іван Драч. Київ: Дніпро, 1969. 319 с.  ()
- Федеріко Гарсія Льорка. Збірка «Чотири драми».[16] Перекладач з іспанської: Віра Вовк, Вольфрам Бурґердт та H.K. Мюнхен: Видавництво «Сучасність», 1974. — 231 с. ()
- Федеріко Ґарсіа Лорка. Думки про мистецтво. Перекладач з іспанської: Михайло Москаленко. Київ: Мистецтво, 1975. 190 с. ISBN 5-7715-0194-8 (Пам'ятки естетичної думки) ()
- Федеріко Ґарсіа Лорка. Криваве весілля: драматичні твори. Перекладач з іспанської: Михайло Москаленко. Київ: Мистецтво, 1989. 458 с. ISBN 5-7715-0194-8
- Федеріко Гарсіа Лорка. «Поезії». Перекладач з іспанської: Олена Курченко. Київ: ПП «Корнійчук», 2001. — 200 с. ISBN 966-7599-14-0
- Федеріко Ґарсіа Лорка. Вибрані поезії. Перекладач з іспанської: Григорій Латник. Львів: Кальварія, 2008. 216 с. ISBN 978-966-663-253-4
- Федеріко Гарсія Лорка. Чотири короткі п'єси. Перекладач Д. Дроздовський. Київ: Університетське видавництво ПУЛЬСАРИ, 2017. — 64 с.,: іл., портр. — Серія «Класика». isbn 978-617-615-070-1

Переклади в діаспорній та українській періодиці
- Хуан де Льорка. Невідомі 3 поеми. Переклад з іспанської: Микола Іванов. Журнал «Хорс» — збірник красного письменства, критики і перекладів. Редактор-упорядник: І. Качуровський. Реґенсбурґ: Видавництво «Українське слово». 1946. 192 стор: ?-?
- Федеріко Гарсія Льорка. «Як кохався дон Перлімплін з Белісою в саду: еротичне алілуя у трьох діях з прологом». Перекладач з іспанської: Юрій Тарнавський. Мюнхен: Журнал Сучасність, 1967, № 02 (74). — 57-71 стор.
- Федеріко Ґарсіа Лорка. Поет у Нью-Йорку. Перекладач з іспанської: Михайло Москаленко. Київ: Журнал Світо-вид. 1998. № ІІІ(32) с. 5-51.
- Федеріко Гарсіа Льорка. Поема «Тіні». Перекладач з іспанської: Дмитро Дроздовський. Київ: журналі «Всесвіт», 2008, № 1–2
- Федеріко Гарсіа Льорка. Поема «Тіні». Перекладач з іспанської: Дмитро Дроздовський. Київ: журналі «Всесвіт», 2009, № 11–12

Переклади у альманахах поезії та збірках
- Окремі поезії Федеріко Ґарсія Лорки[17] видані у «Збірка поетів Іспанії та Латинської Америки». Упорядник та перекладач: Сергій Борщевський. Київ: Дніпро. 2006
- Окремі поезії Федеріко Ґарсія Лорки[18] видані у «Круг понадземний. Світова поезія від VI по XX століття». Упорядник та перекладач: Ігор Качуровський. Київ: Видавництво «Києво-Могилянська академія». 2007
- Окремі поезії Федеріко Ґарсія Лорки[19] у перекладі Василя Стуса видані у Стус В. Твори / В. Стус. — Т. 5. — Львів: Просвіта, 1998. — 392 с.: 151—163 с.

Переклади у радянській періодиці
- Федеріко Гарсіа Льорка. Романсеро про іспанську цивільну гвардію. Перекладач з іспанської: Микола Іванов. Харків: Літературний журнал. 1940. № 8-9. стор. 110—111.
- Федеріко Гарсіа Лорка. Романс про іспанську жандармерію. Перекладач з іспанської: Л. Первомайський. Київ: Журнал Всесвіт. 1959. № 6. стор. 87.
- Федеріко Гарсіа Лорка. Романс про чорну зажуру; Сутичка; Крик; Пісня вершника. Перекладач з іспанської: Ю. Покальчук, В. Петрик [псевдонім Василя Стуса], Київ: Журнал «Ранок» 1966, № 8, с. 14–15
- Федеріко Гарсіа Лорка. Гітара; Крик; Пісня вершника. Перекладач з іспанської: Василь Стус. Київ: Щорічник «Україна. Наука і культура». 1989 вип. 23, с. 409 (переклад ? року)
- Федеріко Гарсіа Лорка. Сутичка; Пісня; Мовчання; Малагенья. Перекладач з іспанської: Василь Стус. Журнал «Голос України», 1991 5 січ. с. 12–13. (переклад 1966 року)
- Федеріко Гарсіа Лорка. Крик; Малагенья. Перекладач з іспанської: Василь Стус. Київ: Журнал «Дивослово», 1995 № 3. с. 49 (переклад ? року)

Неідентифіковані вірші Льорки у радянській періодиці: [Вірші]. «Жовтень», 1964, № 12; [Вірші]. «Всесвіт», 1967. № 6; Лірика. К., 1969; [Вірші]. «Всесвіт», 1973, № 6; Думки про мистецтво. К., 1975; [Вірші]. У кн.: Ільницький М. Мозаїка доріг. Львів, 1980; [Вірші]. У кн.: Колодій В. Поезії. Львів, 1982; [Вірші]. У кн.: Коломієць В. Світень. К., 1982; [Вірші]. У кн.: Світовий сонет. К., 1983; Триптих. У кн.: Колодій В. Братерство. Львів, 1985; Маріана Пінеда. «Всесвіт», 1985, № 12; Сонет. У кн.: Гущак І. Журавлі над обелісками. Львів, 1986;